# August Dreesbach Verlag

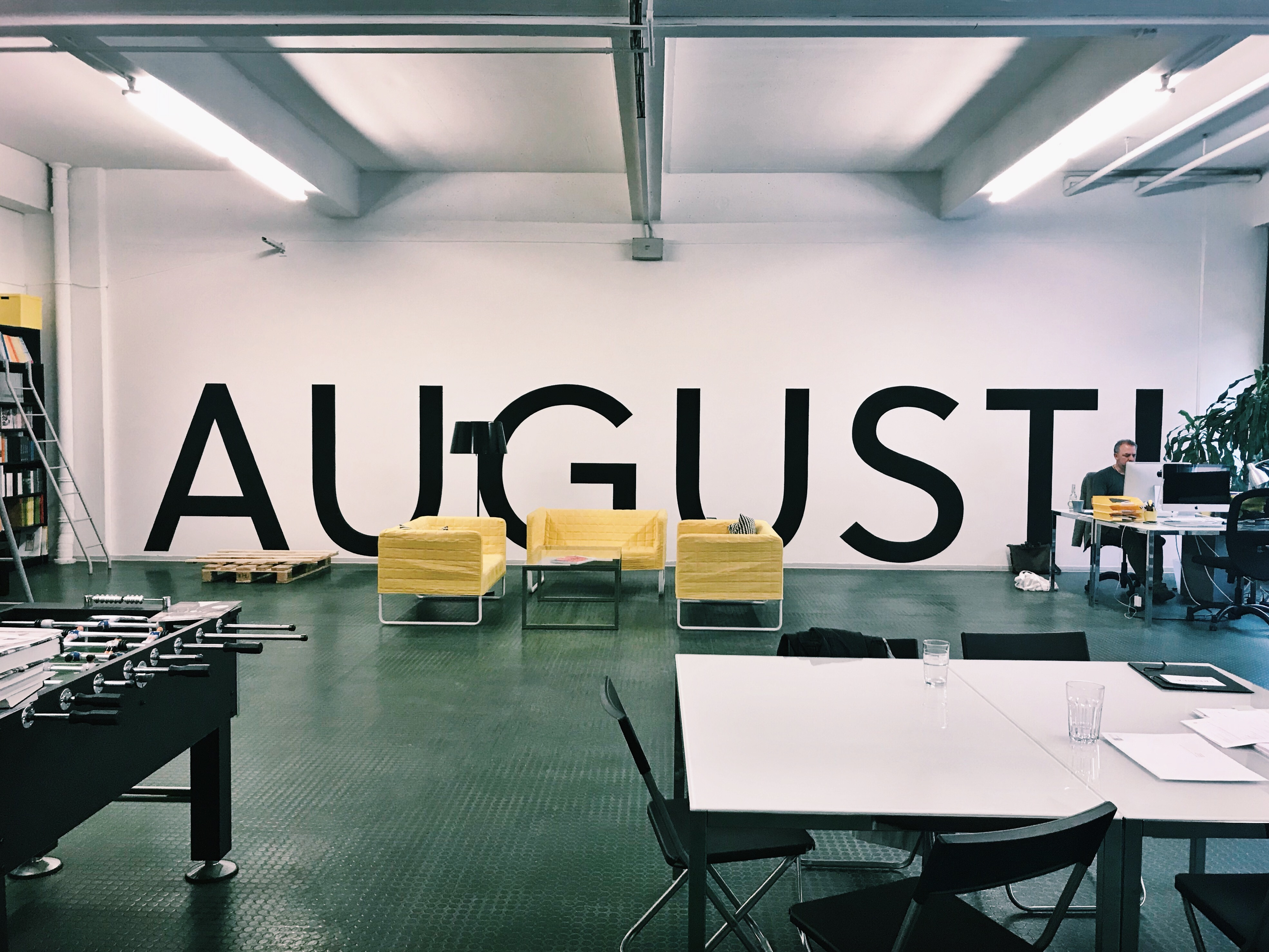
Der Verlagsraum im Münchner Westend

Der August Dreesbach Verlag ist ein deutscher Buchverlag mit Sitz in München.

## Geschichte
Der Verlag wurde 2006 in München von der Historikerin Anne Dreesbach gegründet und – da hier zunächst historische Publikationen entstanden – nach dem 1844 geborenen Politiker, SPD-Reichstagsabgeordneten und Organisator der Arbeiterbewegung in Süddeutschland August Dreesbach benannt, der ein Vorfahre der Verlegerin ist.

## Verlagsprogramm
Das Verlagsprogramm beinhaltet hauptsächlich Bücher zu den Themen München und Bayern, daneben auch Sachbücher und Kinderbücher. Ein anderer thematischer Schwerpunkt ist Corporate Publishing: Im August Dreesbach Verlag wurden etwa 100 Firmen- und Stiftungsgeschichten sowie Unternehmer- und Stifterbiografien publiziert.

## Ausgewählte Publikationen
- Jean Louis Schlim: Im Schatten der Macht – König Otto I. von Bayern, München 2023; ISBN 978-3-944334-80-6
- Stefan Dirnberger (u. a.): Die Geschichte von Siemens Healthineers, München 2022; ISBN 978-3-96395-029-2 u. Englisch ISBN 978-3-96395-030-8
- Barbara Lüth: unsichtbar. Frauen gestalten Schrift, München 2021; ISBN 978-3-96395-023-0
- Christoph Schulz-Mons: Frankreich und das Weimarer Bauhaus. Französische Impulse 1750 bis 1925, München 2019; ISBN 978-3-944334-96-7
- Christian Sepp: Ludovika. Sisis Mutter und ihr Jahrhundert, München 2019; ISBN 978-3-944334-87-5
- Michael Kamp: Glanz und Gloria. Das Leben der Grande Dame des deutschen Films Ilse Kubaschewski 1907-2001, München 2017; ISBN 978-3-944334-58-5
- Anne Dreesbach (u. a.): In München verliebt. Ein Stadtführer für Paare und sehnsuchtsvolle Singles, München, 2016; ISBN 978-3-944334-65-3
- Henning Stibbe und Matthias Georgi: MAN. Ein Jahrhundert, München 2015; ISBN 978-3-944334-56-1
- Fredrik Öst und Magnus Berg: Make Enemies & Gain Fans. The Snask Way of Becoming a Successful Creative Entrepreneur, München, 2015; ISBN 978-3-944334-57-8
- Michael Kamp und Florian Neumann: Fresenius – 100 Jahre, München 2012; ISBN 978-3-940061-80-5
- Otto Eckart: Pfanni – Mein Leben. Eine Unternehmensbiografie, München 2012; ISBN 978-3-940061-82-9
- Richard Oehmann: Wolfi, der Musketier, München 2012; ISBN 978-3-940061-83-6